# ويليام سولزر
ويليام سولزر (بالإنجليزية: William Sulzer)‏، ولقبه بلين بل سولزر (بالإنجليزية: Plain Bill Sulzer)‏ ـ (18 مارس 1863 ـ 6 نوفمبر 1941) هو محامٍ وسياسي أمريكي، كان التاسع والثلاثين في قائمة حكام ولاية نيويورك، كما مثّل ولاية نيويورك في الكونغرس لسنوات طويلة، وهو أول حاكم لولاية نيويورك تنتهي ولايته بالعزل، وهي واقعة لم تتكرر حتى اليوم في الولاية.

## روابط خارجية
- ويليام سولزر على موقع الموسوعة البريطانية (الإنجليزية)